# Obergericht Ōsaka

Gebäude des Obergerichts im Stadtteil Nishi-Temma von Ōsaka

Das Obergericht Ōsaka (jap. 大阪高等裁判所, Ōsaka kōtō-saiban-sho) ist eines von acht japanischen Obergerichten und hat seinen Sitz in Ōsaka. Der Gerichtsbezirk umfasst ein Gebiet im Süden der japanischen Hauptinsel Honshū. Übergeordnet ist nur der Oberste Gerichtshof.